# Península de Nemuro

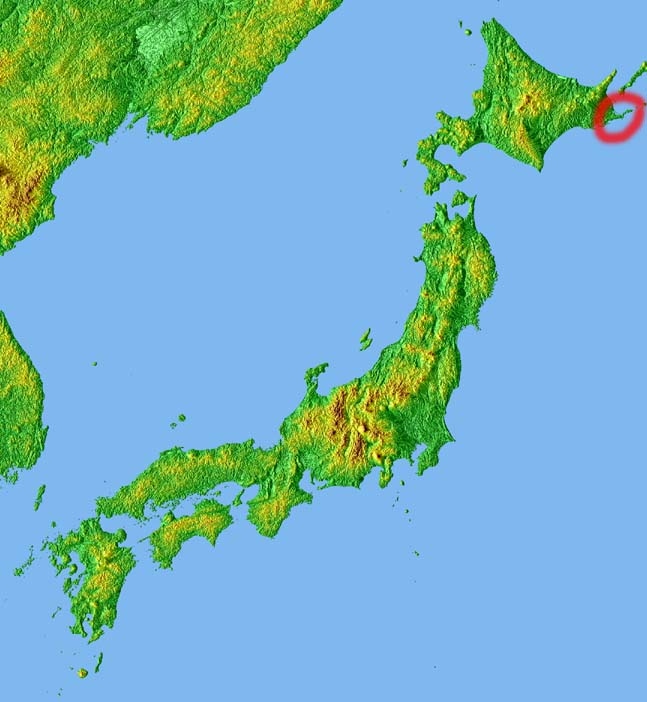
Localização

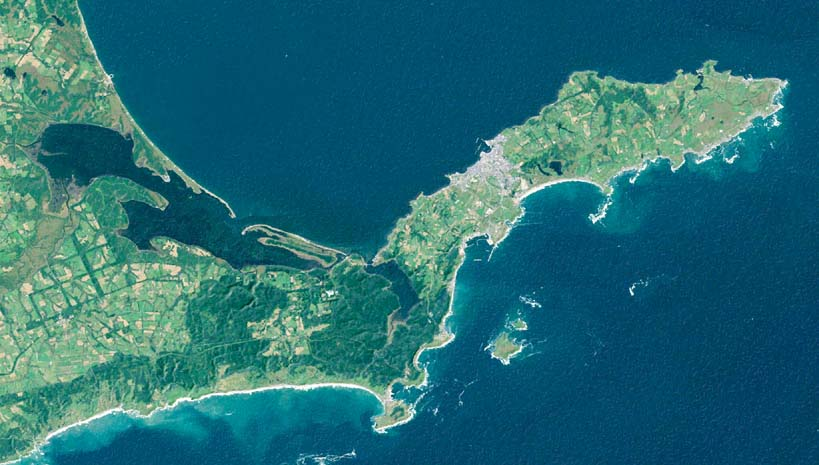
Imagem de satélite

A Península de Nemuro (根室半島, Nemuro-hantō) é uma península localizada na costa este da ilha de Hokkaido, no Japão. Tem cerca de 30 km de comprimento e nela está contida parte da cidade de Nemuro. 
Na extremidade da península situa-se o Cabo Nossapu, que é o ponto mais a leste de Hokkaido. No litoral norte situa-se a baía de Nemuro, enquanto que o lado sul está defronte do Oceano Pacífico.
As ilhas do arquipélago de Habomai (ou Kabomai em russo), administradas pela Rússia mas reclamadas pelo Japão situam-se a leste da península.